# Calcio Padova 1995-1996
Questa voce raccoglie le informazioni riguardanti il Calcio Padova nelle competizioni ufficiali della stagione 1995-1996.

## Stagione
Dopo la sofferta salvezza precedente, il Padova viene trascinato dai gol di Vlaović e Amoruso, ma a causa di 7 vittorie, 3 pareggi e 24 sconfitte, la squadra chiude al 18º posto e retrocede in Serie B.
In Coppa Italia, gli euganei superano il Monza al Brianteo e vengono eliminati al secondo turno dal L.R. Vicenza (4-2 con doppietta di Gallo).

## Divise e sponsor
Lo sponsor tecnico per la stagione 1995-1996 fu Diadora, mentre lo sponsor ufficiale fu Acqua Vera.
| 1ª maglia | 2ª maglia |

## Organigramma societario
Area direttiva
- Presidente onorario: Marino Puggina
- Presidente: Sergio Giordani
- Addetto stampa: Gildo Fattori
- Segretario: Giovanni Gardini

Area tecnica
- Direttore sportivo: Piero Aggradi
- Allenatore: Mauro Sandreani
- Allenatore in seconda: Gino Stacchini
- Preparatore dei portieri: Francesco Quintini
- Allenatore giovanili: Manlio Zanini
- Preparatore atletico: Paolo Baffoni

Area sanitaria
- Medici sociali: Luigi Munari e Giovanni Vidoni
- Massaggiatore: Rino Baron

## Rosa
| N. |                        | Ruolo | Calciatore                 |
| -- | ---------------------- | ----- | -------------------------- |
| 1  | Italia (bandiera)      | P     | Adriano Bonaiuti           |
| 2  | Italia (bandiera)      | D     | Antonio Sconziano          |
| 3  | Italia (bandiera)      | D     | Franco Gabrieli            |
| 4  | Italia (bandiera)      | D     | Silvio Vittorio Giampietro |
| 5  | Italia (bandiera)      | D     | Massimiliano Rosa          |
| 6  | Italia (bandiera)      | D     | Andrea Cuicchi             |
| 7  | Paesi Bassi (bandiera) | C     | Michel Kreek               |
| 8  | Italia (bandiera)      | C     | Carmine Nunziata           |
| 9  | Italia (bandiera)      | A     | Giuseppe Galderisi         |
| 10 | Italia (bandiera)      | C     | Damiano Longhi             |
| 11 | Italia (bandiera)      | A     | Nicola Amoruso             |
| 12 | Italia (bandiera)      | P     | Ennio Dal Bianco           |
| 13 | Italia (bandiera)      | D     | Massimiliano Ossari        |
| 14 | Italia (bandiera)      | D     | Simone Groppi              |
| 15 | Italia (bandiera)      | A     | Alberto Gallo              |

| N. |                        | Ruolo | Calciatore          |
| -- | ---------------------- | ----- | ------------------- |
| 16 | Italia (bandiera)      | C     | Alessandro Piovesan |
| 17 | Italia (bandiera)      | C     | Maurizio Coppola    |
| 18 | Italia (bandiera)      | C     | Stefano Fiore       |
| 19 | Croazia (bandiera)     | A     | Goran Vlaović       |
| 20 | Italia (bandiera)      | D     | Stefano Pioli       |
| 21 | Italia (bandiera)      | P     | Mauro Morello       |
| 22 | Stati Uniti (bandiera) | D     | Alexi Lalas         |
| 23 | Italia (bandiera)      | C     | Giovanni Serao      |
| 24 | Italia (bandiera)      | D     | Federico Molinari   |
| 25 | Italia (bandiera)      | A     | Saimon Zalla        |
| 26 | Italia (bandiera)      | C     | Alessandro Canella  |
| 27 | Italia (bandiera)      | A     | Massimo Ciocci      |
| 28 | Paesi Bassi (bandiera) | A     | Leonard van Utrecht |
| 29 | Italia (bandiera)      | D     | Stefano Nava        |
|    | Italia (bandiera)      | C     | Maurizio Bedin      |

## Risultati

### Serie A

#### Girone di andata
| Arbitro: | Ceccarini (Livorno) |

|                |           |                       |
| N. Amoruso 34’ | Marcatori | 7’ Weah 44’ F. Baresi |

| Arbitro: | Racalbuto (Gallarate) |

|                         |           |  |
| Pecchia 7’ Agostini 70’ | Marcatori |  |

| Arbitro: | Bolognino (Milano) |

|           |           |                |
| Kreek 37’ | Marcatori | 15’ Bernardini |

| Arbitro: | Nicchi (Arezzo) |

|                       |           |                |
| Murgita 13’ Otero 83’ | Marcatori | 28’ N. Amoruso |

| Arbitro: | Boggi (Salerno) |

|                       |           |                            |
| N. Amoruso 50’ (rig.) | Marcatori | 15’, 37’ Stoičkov 77’ Zola |

| Arbitro: | Messina (Bergamo) |

|                           |           |  |
| Rosa 74’ (aut.) Fuser 80’ | Marcatori |  |

| Arbitro: | Tombolini (Ancona) |

|                                       |           |                |
| Del Piero 39’ Ravanelli 54’ Conte 90’ | Marcatori | 76’ N. Amoruso |

| Arbitro: | Racalbuto (Gallarate) |

|            |           |                |
| Ciocci 42’ | Marcatori | 44’ R. Mancini |

| Arbitro: | Borriello (Mantova) |

|                       |           |  |
| Balbo 26’ Fonseca 62’ | Marcatori |  |

| Arbitro: | Pellegrino (Barcellona Pozzo di Gotto) |

|                               |           |  |
| N. Amoruso 4’, 86’ Ciocci 53’ | Marcatori |  |

| Arbitro: | Stafoggia (Pesaro) |

|                       |           |               |
| Aloisi 2’ Maspero 46’ | Marcatori | 7’ Giampietro |

| Arbitro: | Messina (Bergamo) |

|  |           |               |
|  | Marcatori | 90’ Batistuta |

| Arbitro: | Braschi (Prato) |

|                  |           |          |
| Vlaović 16’, 47’ | Marcatori | 43’ Ganz |

| Arbitro: | Rodomonti (Teramo) |

|                                    |           |             |
| Bierhoff 4’ Ametrano 72’ Poggi 85’ | Marcatori | 45’ Vlaović |

| Arbitro: | Treossi (Forlì) |

|              |           |             |
| Gabrieli 30’ | Marcatori | 65’ Piovani |

| Arbitro: | Trentalange (Torino) |

|  |           |           |
|  | Marcatori | 32’ Kreek |

| Arbitro: | Borriello (Mantova) |

|                                  |           |                    |
| Van Utrecht 47’ Vlaović 76’, 85’ | Marcatori | 55’, 65’ D. Morfeo |

#### Girone di ritorno
| Arbitro: | Quartuccio (Torre Annunziata) |

|                      |           |  |
| R. Baggio 56’ (rig.) | Marcatori |  |

| Arbitro: | Nicchi (Arezzo) |

|                                          |           |                         |
| Vlaović 6’, 67’ N. Amoruso 67’ Fiore 85’ | Marcatori | 54’ Pizzi 87’ Di Napoli |

| Arbitro: | Bolognino (Milano) |

|                            |           |  |
| Rizzitelli 10’ Angloma 59’ | Marcatori |  |

| Arbitro: | Ceccarini (Livorno) |

|                                          |           |                            |
| Cuicchi 27’ Vlaović 39’ Lopez 87’ (aut.) | Marcatori | 88’ Murgita 90’ Ambrosetti |

| Arbitro: | Borriello (Mantova) |

|                         |           |           |
| Melli 11’ Benarrivo 58’ | Marcatori | 89’ Kreek |

| Arbitro: | Cesari (Genova) |

|                       |           |                                     |
| N. Amoruso 90’ (rig.) | Marcatori | 35’ Signori 67’ Casiraghi 85’ Fuser |

| Arbitro: | Farina (Novi Ligure) |

|  |           |                                                   |
|  | Marcatori | 29’, 67’ Del Piero 42’ Lombardo 72’, 90’ Padovano |

| Arbitro: | Bazzoli (Merano) |

|                     |           |             |
| Chiesa 4’, 25’, 54’ | Marcatori | 46’ Vlaović |

| Arbitro: | Racalbuto (Gallarate) |

|                        |           |              |
| R. Ripa 31’ Protti 37’ | Marcatori | 53’ Gabrieli |

| Arbitro: | Cinciripini (Ascoli Piceno) |

|                |           |                      |
| N. Amoruso 90’ | Marcatori | 42’, 56’ Florijančič |

| Arbitro: | Tombolini (Ancona) |

|                                                                                |           |                                      |
| Baiano 4’ Robbiati 40’ Batistuta 49’, 80’ (rig.) Banchelli 59’ Rosa 64’ (aut.) | Marcatori | 56’, 85’ N. Amoruso 61’, 62’ Vlaović |

| Arbitro: | Quartuccio (Torre Annunziata) |

|             |           |                          |
| Vlaović 83’ | Marcatori | 45’ Fonseca 82’ Cappioli |

| Arbitro: | Messina (Bergamo) |

|                                                                     |           |                     |
| Branca 4’, 40’, 47’ B. Carbone 12’ Ince 45’ Festa 66’ Ganz 78’, 80’ | Marcatori | 27’, 61’ N. Amoruso |

| Arbitro: | De Santis (Tivoli) |

|                            |           |                                   |
| Cuicchi 11’ N. Amoruso 49’ | Marcatori | 9’, 19’ (rig.) Bierhoff 45’ Poggi |

| Arbitro: | Farina (Novi Ligure) |

|                                                       |           |  |
| Caccia 6’ Cappellini 22’ Di Francesco 46’ Moretti 48’ | Marcatori |  |

| Arbitro: | Gronda (Genova) |

|                       |           |                |
| Vlaović 28’ Serao 59’ | Marcatori | 4’ Lantignotti |

| Arbitro: | L. Branzoni (Pavia) |

|                                       |           |  |
| Serao 12’ (aut.) Sgrò 16’ Herrera 54’ | Marcatori |  |

### Coppa Italia
| Arbitro: | Lana (Torino) |

|  |           |                            |
|  | Marcatori | 58’ N. Amoruso 89’ Vlaović |

| Arbitro: | Cesari (Genova) |

|                                                     |           |                   |
| Rossi 24’ Otero 45’ Murgita 63’ Di Carlo 76’ (rig.) | Marcatori | 48’, 62’ A. Gallo |

## Statistiche

### Statistiche di squadra
| Competizione | Punti | In casa | In casa | In casa | In casa | In casa | In casa | In trasferta | In trasferta | In trasferta | In trasferta | In trasferta | In trasferta | Totale | Totale | Totale | Totale | Totale | Totale | DR  |
| Competizione | Punti | G       | V       | N       | P       | Gf      | Gs      | G            | V            | N            | P            | Gf           | Gs           | G      | V      | N      | P      | Gf     | Gs     | DR  |
| ------------ | ----- | ------- | ------- | ------- | ------- | ------- | ------- | ------------ | ------------ | ------------ | ------------ | ------------ | ------------ | ------ | ------ | ------ | ------ | ------ | ------ | --- |
| Serie A      | 24    | 17      | 6       | 3       | 8       | 27      | 32      | 17           | 1            | 0            | 16           | 14           | 47           | 34     | 7      | 3      | 24     | 41     | 79     | -38 |
| Coppa Italia |       | -       | -       | -       | -       | -       | -       | 2            | 1            | 0            | 1            | 4            | 4            | 2      | 1      | 0      | 1      | 4      | 4      | 0   |
| Totale       |       | 17      | 6       | 3       | 8       | 27      | 32      | 19           | 2            | 0            | 17           | 18           | 51           | 36     | 8      | 3      | 25     | 45     | 83     | -38 |

### Statistiche dei giocatori[7]
| Giocatore      | Serie A  | Serie A | Serie A     | Serie A    | Coppa Italia | Coppa Italia | Coppa Italia | Coppa Italia | Totale   | Totale | Totale      | Totale     |
| Giocatore      | Presenze | Reti    | Ammonizioni | Espulsioni | Presenze     | Reti         | Ammonizioni  | Espulsioni   | Presenze | Reti   | Ammonizioni | Espulsioni |
| -------------- | -------- | ------- | ----------- | ---------- | ------------ | ------------ | ------------ | ------------ | -------- | ------ | ----------- | ---------- |
| N. Amoruso (I) | 33       | 14      | ?           | ?          | 1            | 1            | ?            | ?            | 34       | 15     | ?           | ?          |
| A. Bonaiuti    | 31       | -68     | ?           | ?          | 1            | -4           | ?            | ?            | 32       | -72    | ?           | ?          |
| M. Ciocci      | 13       | 2       | ?           | ?          | -            | -            | -            | -            | 13       | 2      | 0+          | 0+         |
| M. Coppola     | 24       | 0       | ?           | ?          | 2            | 0            | ?            | ?            | 26       | 0      | ?           | ?          |
| A. Cuicchi     | 28       | 2       | ?           | ?          | 2            | 0            | ?            | ?            | 30       | 2      | ?           | ?          |
| E. Dal Bianco  | 2        | -7      | ?           | ?          | 1            | 0            | ?            | ?            | 3        | -7     | ?           | ?          |
| S. Fiore       | 24       | 1       | ?           | ?          | 1            | 0            | ?            | ?            | 25       | 1      | ?           | ?          |
| F. Gabrieli    | 30       | 2       | ?           | ?          | 2            | 0            | ?            | ?            | 32       | 2      | ?           | ?          |
| G. Galderisi   | 7        | 0       | ?           | ?          | 1            | 0            | ?            | ?            | 8        | 0      | ?           | ?          |
| A. Gallo       | 1        | 0       | ?           | ?          | 1            | 2            | ?            | ?            | 2        | 2      | ?           | ?          |
| V. Giampietro  | 29       | 1       | ?           | ?          | 2            | 0            | ?            | ?            | 31       | 1      | ?           | ?          |
| M. Kreek       | 29       | 3       | ?           | ?          | -            | -            | -            | -            | 29       | 3      | 0+          | 0+         |
| A. Lalas       | 11       | 0       | ?           | ?          | 2            | 0            | ?            | ?            | 13       | 0      | ?           | ?          |
| D. Longhi      | 32       | 0       | ?           | ?          | 2            | 0            | ?            | ?            | 34       | 0      | ?           | ?          |
| F. Molinari    | 2        | 0       | ?           | ?          | -            | -            | -            | -            | 2        | 0      | 0+          | 0+         |
| M. Morello     | 3        | -4      | ?           | ?          | -            | -            | -            | -            | 3        | -4     | 0+          | 0+         |
| S. Nava        | 17       | 0       | ?           | ?          | -            | -            | -            | -            | 17       | 0      | 0+          | 0+         |
| C. Nunziata    | 30       | 0       | ?           | ?          | 1            | 0            | ?            | ?            | 31       | 0      | ?           | ?          |
| M. Ossari      | 2        | 0       | ?           | ?          | -            | -            | -            | -            | 2        | 0      | 0+          | 0+         |
| S. Pioli       | 1        | 0       | ?           | ?          | -            | -            | -            | -            | 1        | 0      | 0+          | 0+         |
| A. Piovesan    | 1        | 0       | ?           | ?          | -            | -            | -            | -            | 1        | 0      | 0+          | 0+         |
| M. Rosa        | 28       | 0       | ?           | ?          | 2            | 0            | ?            | ?            | 30       | 0      | ?           | ?          |
| A. Sconziano   | 25       | 0       | ?           | ?          | 1            | 0            | ?            | ?            | 26       | 0      | ?           | ?          |
| G. Serao       | 5        | 1       | ?           | ?          | -            | -            | -            | -            | 5        | 1      | 0+          | 0+         |
| L. Van Utrecht | 20       | 1       | ?           | ?          | -            | -            | -            | -            | 20       | 1      | 0+          | 0+         |
| G. Vlaović     | 23       | 13      | ?           | ?          | 1            | 1            | ?            | ?            | 24       | 14     | ?           | ?          |